# 李世妍
李世妍（1995年4月14日—），原名李民知（韓語：이민지），韓国女子羽毛球運動員。曾於2014年及2018年兩度代表韓國隊出戰優霸盃獲得季軍。

## 簡歷
2012年10月，李民知在千葉縣舉行的世界青年羽毛球錦標賽，奪得混合團體季軍及女雙項目季軍（搭檔：金效旻）
2018年5月，李世妍第二度入选優霸盃阵容，韩国最终赢得季军。

## 主要比賽成績
只列出曾進入準決賽的國際賽事成績：
| 年份   | 賽事                 | 公開賽級別 | 項目     | 拍檔   | 成績   |
| ------ | -------------------- | ---------- | -------- | ------ | ------ |
| 2012年 | 世界青年羽毛球錦標賽 | 其他       | 女子雙打 | 金效旻 | 季軍   |
| 2012年 | 世界青年羽毛球錦標賽 | 其他       | 混合團體 | －     | 季軍   |
| 2012年 | 冰島羽毛球國際賽     | 國際系列賽 | 女子雙打 | 金效旻 | 準決賽 |
| 2012年 | 挪威羽毛球國際賽     | 國際挑戰賽 | 女子單打 | －     | 準決賽 |
| 2013年 | 亞洲青年羽毛球錦標賽 | 其他       | 混合團體 | －     | 亞軍   |
| 2014年 | 優霸盃               | 其他       | 女子團體 | －     | 季軍   |
| 2018年 | 優霸盃               | 其他       | 女子團體 | －     | 季軍   |
| 2019年 | 大阪羽毛球國際挑戰賽 | 國際挑戰賽 | 女子單打 | －     | 亞軍   |
| 2022年 | 亞洲羽毛球團體錦標賽 | 其他       | 女子團體 | －     | 亞軍   |
| 2023年 | 印尼泗水羽毛球大師賽 | 超級100賽  | 女子單打 | －     | 準決賽 |

| 2007-2017年 | 首要超級賽 | 超級賽 | 黃金大獎賽 | 大獎賽 | 國際挑戰賽 | 國際系列賽 | 未來系列賽 | 其他 |

| 2018-2026年 | 總決賽 | 超級1000賽 | 超級750賽 | 超級500賽 | 超級300賽 | 超級100賽 | 國際挑戰賽 | 國際系列賽 | 未來系列賽 | 其他 |